# Рамарія фінська
Рамарія фінська (Ramaria fennica) — вид неїстівних базидієвих грибів родини гомфових (Gomphaceae).

## Поширення
Вид поширений в Австралії, Європі та Північній Америці. Росте ізольовано або групами в хвойних та змішаних лісах під ялиною або Notholithocarpus (у Каліфорнії), часто на голковому шарі, але також на мохах та на корінні. Плодові тіла трапляються з липня по жовтень.